# Allium dichlamydeum
Allium dichlamydeum är en amaryllisväxtart som beskrevs av Edward Lee Greene. Allium dichlamydeum ingår i släktet lökar, och familjen amaryllisväxter. Inga underarter finns listade i Catalogue of Life.